# Гусев, Иван Андреевич
Иван Андреевич Гусев (28 августа 1901, с. Луги, Смоленская губерния — 21 января 1976, Ленинград) — советский военачальник, Герой Советского Союза (16.10.1943). Генерал-майор (1.09.1943). 

## Молодость и Гражданская война
Иван Андреевич Гусев родился 28 августа 1901 года в селе Луги (ныне Демидовский район, Смоленская область) в семье служащего. С окончанием неполной средней школы работал чернорабочим.
В июле 1920 года был призван в ряды Красной Армии. Сначала служил в 16-м запасном стрелковом полку в Дорогобуже. Принимал участие в боях Гражданской войны с сентября того же года, когда был зачислен в 158-й стрелковый полк 18-й стрелковой дивизии Западного фронта, сражался на советско-польской войне. Когда советские войска потерпели поражение под Варшавой, дивизия отошла в Восточную Пруссию и была интернирована. В ноябре 1920 года с дивизией убыл на Кавказский фронт, участвовал в боях с бело-зелёными на Кубани, принимала участие в советско-грузинской войне и в Эриванской операции.

## Межвоенный период
В 1922 году окончил 13-е Тифлисские пехотно-пулемётные курсы (учился на них с октября 1921 года). В период учёбы в составе сводного отряда курсантов участвовал в подавлении восстания полковника Чолокашвили в Катехии и Хевсуретии. С октября 1922 года служил в 98-м стрелковом полку 33-й стрелковой дивизии Приволжского военного округа (в начале 1923 года полк переброшен на Западный фронт, в 1924 году переформированном в Белорусский военный округ): командир отделения, помощник командира взвода, старшина роты, с ноября 1923 командир взвода, помощник командира роты, командир роты, с июля 1932 начальник полковой школы. Во время службы в этом полку в 1925 году окончил повторное отделение среднего комсостава при Западной пехотной школе в Смоленске, в 1932 году — Стрелково-тактический институт «Выстрел». В 1930 году вступил в ВКП(б).
С августа по декабрь 1937 года — командир 10-го стрелкового полка 4-й стрелковой дивизии Белорусского военного округа (Бобруйск). Затем вновь направлен на учёбу, в августе 1938 года вторично окончил Высшие стрелково-тактические курсы усовершенствования офицерского состава пехоты «Выстрел». С сентября 1938 — начальник строительства № 9 1-й Краснознамённой армии (Иман), с октября 1939 — комендант Иманского укрепрайона Дальневосточного фронта.

## Великая Отечественная война
В январе 1942 года назначен заместителем командира формирующейся на Дальнем Востоке Ворошиловской стрелковой дивизии. С 3 по 19 марта 1942 года исполнял должность командира также формирующейся 421-й стрелковой дивизии. С конца марта — командир 248-й отдельной курсантской стрелковой бригады, которая формировалась в 25-й армии Дальневосточного фронта. 
С июля 1942 года принимал участие в боях на фронтах Великой Отечественной войны, когда 248-я отдельная курсантская стрелковая бригада была переброшена на Воронежский фронт и в составе 38-й армии участвовала в Воронежско-Ворошиловградской оборонительной операции в районе Воронежа.  В боях 11 — 15 августа 1942 года за взятие высоты 214.6 в районе сёл Озерки, Перекоповка, Спасское Воронежской области командир 248-й ОКурсБр полковник Гусев И.А. 5 августа был ранен, 11 августа – контужен, но продолжал оставаться в строю. В январе 1943 года после полугода оборонительных боёв войска фронта перешли в долгожданное наступление, бригада отлично действовала в Воронежско-Касторненской наступательной операции. 8 февраля 1943 года бойцы бригады полковника Гусева И.А. штурмом овладели северо-восточной окраиной Курска и совместно с воинами других частей и соединений полностью освободили город. 28 апреля 1943 года за доблесть, мужество и умелое руководство бригадой при освобождении г. Курска полковник Гусев И. А. был награжден орденом Ленина. В феврале-марте 1943 года участвовал в Харьковской наступательной операции. В марте 1943 года тяжело заболел и был госпитализирован.
После излечения 26 мая 1943 года назначен командиром 70-й гвардейской стрелковой дивизии 13-й армии Центрального фронта. Дивизия под его командованием отлично действовала в оборонительном этапе Курской битвы и в Орловской наступательной операции, за что была награждена орденом Ленина. 
Командир 70-й гвардейской стрелковой дивизии 13-й армии Центрального фронта полковник И. А. Гусев проявил исключительное мужество и мастерство в ходе Черниговско-Припятской наступательной операции, составной части битвы за Днепр. В сентябре 1943 года 70-я гвардейская стрелковая дивизия под командованием гвардии генерал-майора Ивана Андреевича Гусева форсировала реки Сейм, Десна и Днепр, а также захватила и удерживала плацдармы в районе сёл Теремцы и Домантово (Чернобыльский район, Киевская область). В этих боях дивизия захватила 10 танков, 37 орудий, 50 пулемётов, 71 автомашину, 350 пленных. Противник потерял более 8 000 солдат и офицеров. Выйдя на Припять, дивизия далеко оторвалась от соседних частей и оказалась в окружении. И. А. Гусев организовал круговую оборону, и соединение выстояло в многодневных боях до подхода подкрепления. За эти сражения дивизии было присвоено почётное наименование «Глуховская» и она награждена орденом Красного Знамени, а командир дивизии и несколько десятков её бойцов представлены к званию Героя Советского Союза.
Указом Президиума Верховного Совета СССР от 16 октября 1943 года за умелое управление дивизией и проявленные при этом мужество и героизм гвардии генерал-майору Ивану Андреевичу Гусеву присвоено звание Героя Советского Союза с вручением ордена Ленина и медали «Золотая Звезда» (№ 1806).
Затем руководил дивизией в Киевской наступательной и Киевской оборонительной, Житомирско-Бердичевской, Проскуровско-Черновицкой, Львовско-Сандомирской, Карпатско-Дуклинской, Западно-Карпатской наступательных операциях на 1-м Украинском и 4-м Украинском фронтах. 3 марта 1945 года был в четвертый раз ранен и контужен, долго лечился в госпитале и в санатории в Кисловодске.

Могила И. А. Гусева на Серафимовском кладбище Санкт-Петербурга.

## Послевоенный период
В сентябре 1945 года направлен на учёбу. В 1946 году Гусев окончил Высшую военную академию имени К. Е. Ворошилова. С января 1946 — командир 75-й гвардейской стрелковой дивизии в Группе советских оккупационных войск в Германии, которую вывел в Московский военный округ. С августа 1946 — заместитель командира 8-го гвардейского воздушно-стрелкового корпуса, с января 1950 — заместитель командира 50-го гвардейского стрелкового корпуса (Ленинградский военный округ). С февраля 1951 года — областной военный комиссар Ленинградской области. С ноября 1956 года был в распоряжении командующего войсками округа. В 1957 году генерал-майор Иван Андреевич Гусев уволен в запас.
Жил в Ленинграде. Умер 21 января 1976 года. Похоронен на Серафимовском кладбище (3 уч.).

## Награды
- Медаль «Золотая Звезда» (16.10.1943);
- три ордена Ленина (28.04.1943, 16.10.1943, 21.02.1945[5]);
- три ордена Красного Знамени (14.07.1943, 3.11.1944[5], 15.11.1950 [5]);
- орден Суворова 2 степени (23.09.1943);
- орден Кутузова 2 степени (23.05.1945);
- орден Богдана Хмельницкого 2 степени (23.09.1944);
- орден Красной Звезды (16.08.1936);
- медали[6].